# Lili Taylorová
Lili Taylorová (* 20. února 1967 Glencoe, Illinois, USA) je americká filmová, divadelní a televizní herečka.
Narodila se jako pátá z šesti dětí. V roce 1985 dokončila střední školu New Trier High School a následně začala studovat divadelní školu na DePaul University. Nejprve se věnovala divadlu a jejím prvním filmem byl Mystic Pizza z roku 1988. Roku 1996 hrála hlavní roli v životopisném filmu Střelila jsem Andyho Warhola pojednávajícím o feministické spisovatelce Valerii Solanasové. Hrála též v seriálech Odpočívej v pokoji nebo American Crime.